# Titan Quest
Titan Quest (čita se Tajtn kvest) je akciona RPG računarska igra koju je razvio Iron Lore. Izdao ju je THQ 26. juna 2006. godine.

## Opšti pregled
Igrač preuzima ulogu heroja i bori se protiv čudovišta kroz tri drevna mitološka sveta:
- staru Grčku,
- Egipat,
- put svile/Aziju.

Igru je osmislio Brajan Salivan, koji je radio i na igri Age of Empires.